# 森町 (静岡県)
森町（もりまち）は、静岡県西部の遠州にある町。周智郡に属する。県内の町で唯一、「ちょう」ではなく「まち」と呼ぶ町である。

## 地理

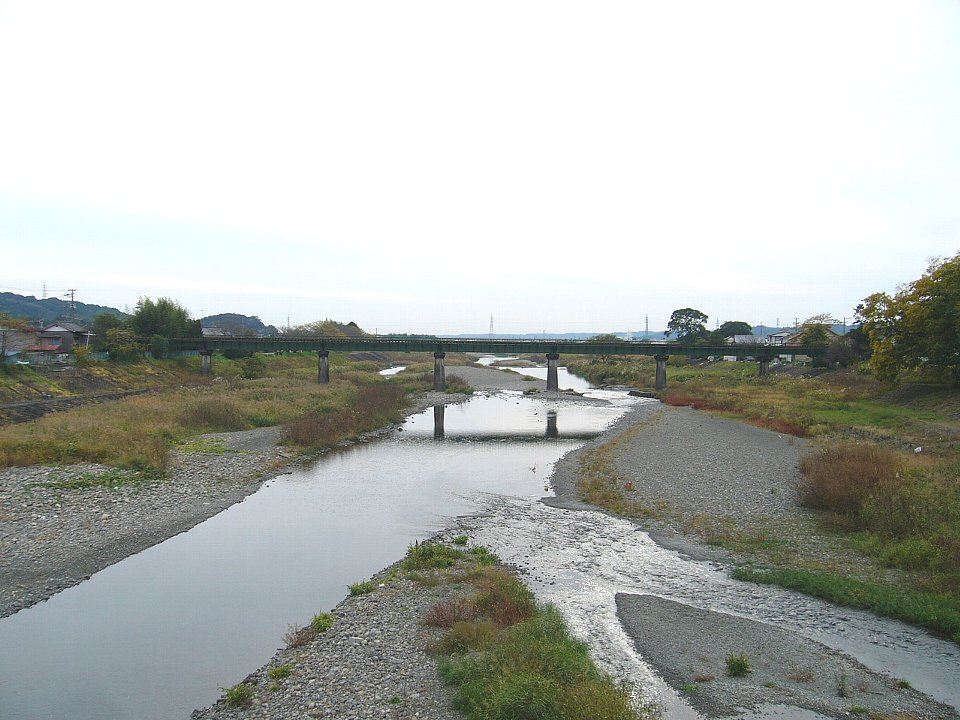
森町付近の太田川

### 地形

#### 山岳
主な山
- 本宮山

#### 河川
主な川
- 太田川[2]

#### 湖沼
主な湖

### 地域

#### 地区
- 天方（あまがた）地区
  - 大鳥居（おおとりい）
  - 鍛治島（かじしま）
  - 葛布（かっぷ）
  - 亀久保（かめくぼ）
  - 問詰（といづめ）
  - 西俣（にしまた）
- 飯田（いいだ）地区
  - 市場　(いちば)
  - 下飯田　(しもいいだ)
  - 中飯田　(なかいいだ)
  - 上飯田　(かみいいだ)
  - 若宮　(わかみや)
  - 東組　(ひがしぐみ)
  - 西組　(にしぐみ)
  - 城北　(じょうほく)
  - 睦実（むつみ）  地区
  - 梶ヶ谷　(かじがや)
  - 鴨谷　(かもや)
  - 福田地　(ふくでんじ)
  - 南戸綿　(みなみとわた)
  - 北戸綿　(きたとわた)
  - 戸綿　(とわた)
- 一宮（いちのみや）地区
  - 一宮（いちのみや）
- 園田（そのだ）地区
  - 牛飼（うしかい）
  - 円田（えんでん）
  - 草ケ谷（くさがや）
  - 中川（なかがわ）
  - 谷中（やなか）
- 三倉（みくら）地区
  - 三倉（みくら）
- 森（もり）地区
  - 天宮（あめのみや）
  - 薄場（うすば）
  - 城下（しろした）
  - 橘（たちばな）
  - 向天方（むかいあまがた）
  - 森（もり）

### 人口
| |                                      |  |
| 森町と全国の年齢別人口分布（2005年） | 森町の年齢・男女別人口分布（2005年） |  |
| ■紫色 ― 森町 ■緑色 ― 日本全国 | ■青色 ― 男性 ■赤色 ― 女性            |  |
| 森町（に相当する地域）の人口の推移 \| 1970年（昭和45年） \| 21,764人 \| \| \| 1975年（昭和50年） \| 20,679人 \| \| \| 1980年（昭和55年） \| 20,447人 \| \| \| 1985年（昭和60年） \| 20,663人 \| \| \| 1990年（平成2年） \| 21,081人 \| \| \| 1995年（平成7年） \| 21,321人 \| \| \| 2000年（平成12年） \| 20,689人 \| \| \| 2005年（平成17年） \| 20,273人 \| \| \| 2010年（平成22年） \| 19,435人 \| \| \| 2015年（平成27年） \| 18,528人 \| \| \| 2020年（令和2年） \| 17,457人 \| \| |                                      |  |
| 総務省統計局 国勢調査より |                                      |  |
| 1970年（昭和45年） | 21,764人                             |  |
| 1975年（昭和50年） | 20,679人                             |  |
| 1980年（昭和55年） | 20,447人                             |  |
| 1985年（昭和60年） | 20,663人                             |  |
| 1990年（平成2年） | 21,081人                             |  |
| 1995年（平成7年） | 21,321人                             |  |
| 2000年（平成12年） | 20,689人                             |  |
| 2005年（平成17年） | 20,273人                             |  |
| 2010年（平成22年） | 19,435人                             |  |
| 2015年（平成27年） | 18,528人                             |  |
| 2020年（令和2年） | 17,457人                             |  |

### 隣接自治体・行政区
静岡県
- 浜松市（天竜区）
- 掛川市
- 袋井市
- 磐田市
- 島田市

## 歴史

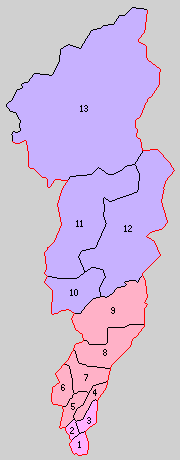
周智地域の町村制施行時の町村。7が森町。(4.飯田村 5.園田村 6.一宮村 8.天方村 9.三倉村)

### 近世
近世には秋葉山本宮秋葉神社へ通ずる秋葉街道の宿場町として賑わった。1923年（大正12年）には地理学者の志賀重昂が森町を「小京都」と呼び、以後は「遠州の小京都」と呼ばれるようになった。

### 近代
明治時代
- 1889年（明治22年）4月1日 - 町村制の施行により、森町村、向天方村、橘村、天宮村、城下村が合併して（旧）森町が発足。

### 近現代
昭和時代（戦後）
- 1955年（昭和30年）4月1日 - （旧）森町、天方村、一宮村、園田村、飯田村の1町4村合併により、現行の森町が発足。
- 1956年（昭和31年）9月30日 - 三倉村を編入。

## 政治

### 行政

#### 町長
- 町長：太田康雄（2016年（平成28年）3月10日 - 、3期目）

### 司法

#### 町議会
- 森町議会

## 出先機関・施設

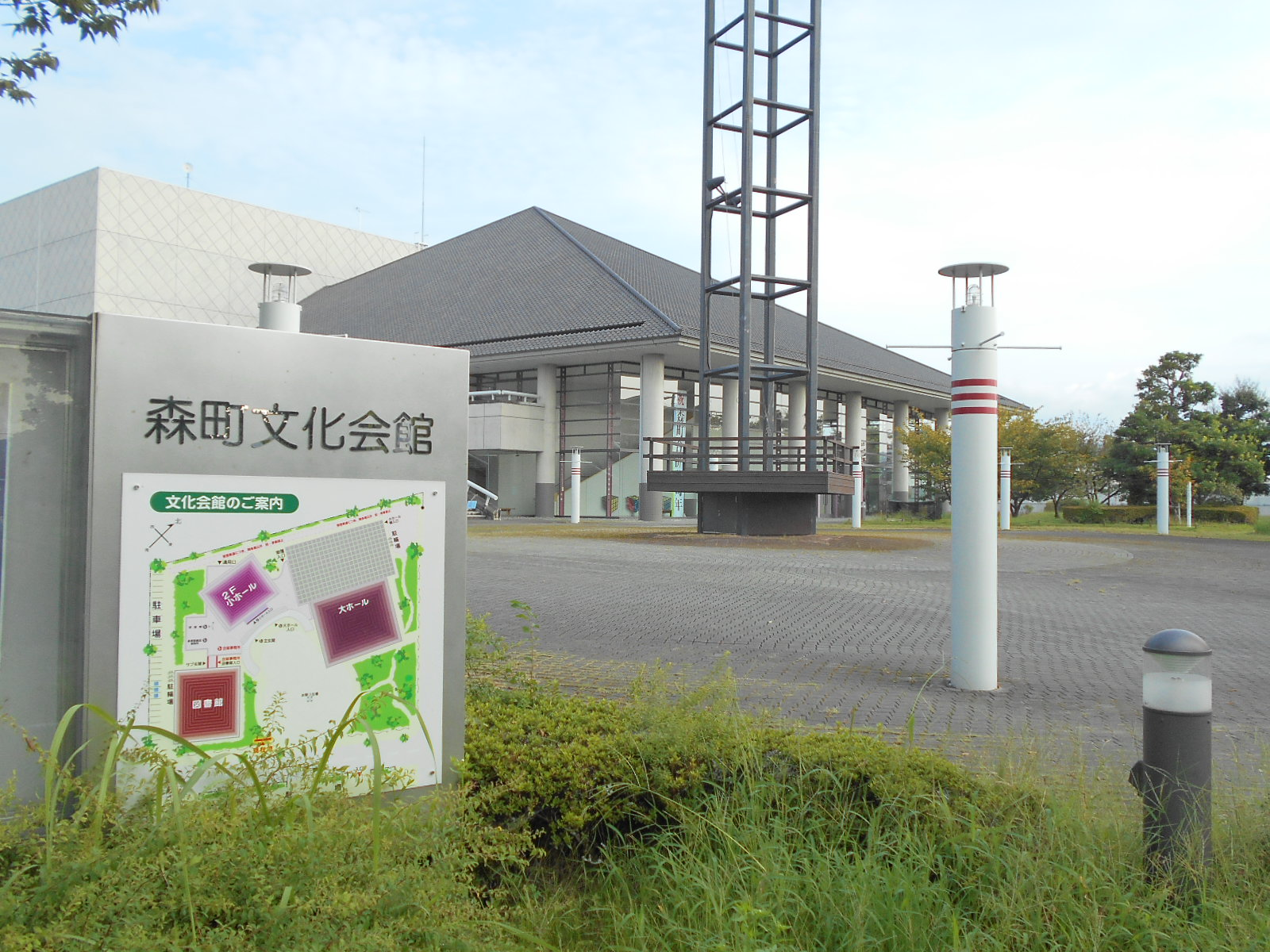
森町文化会館

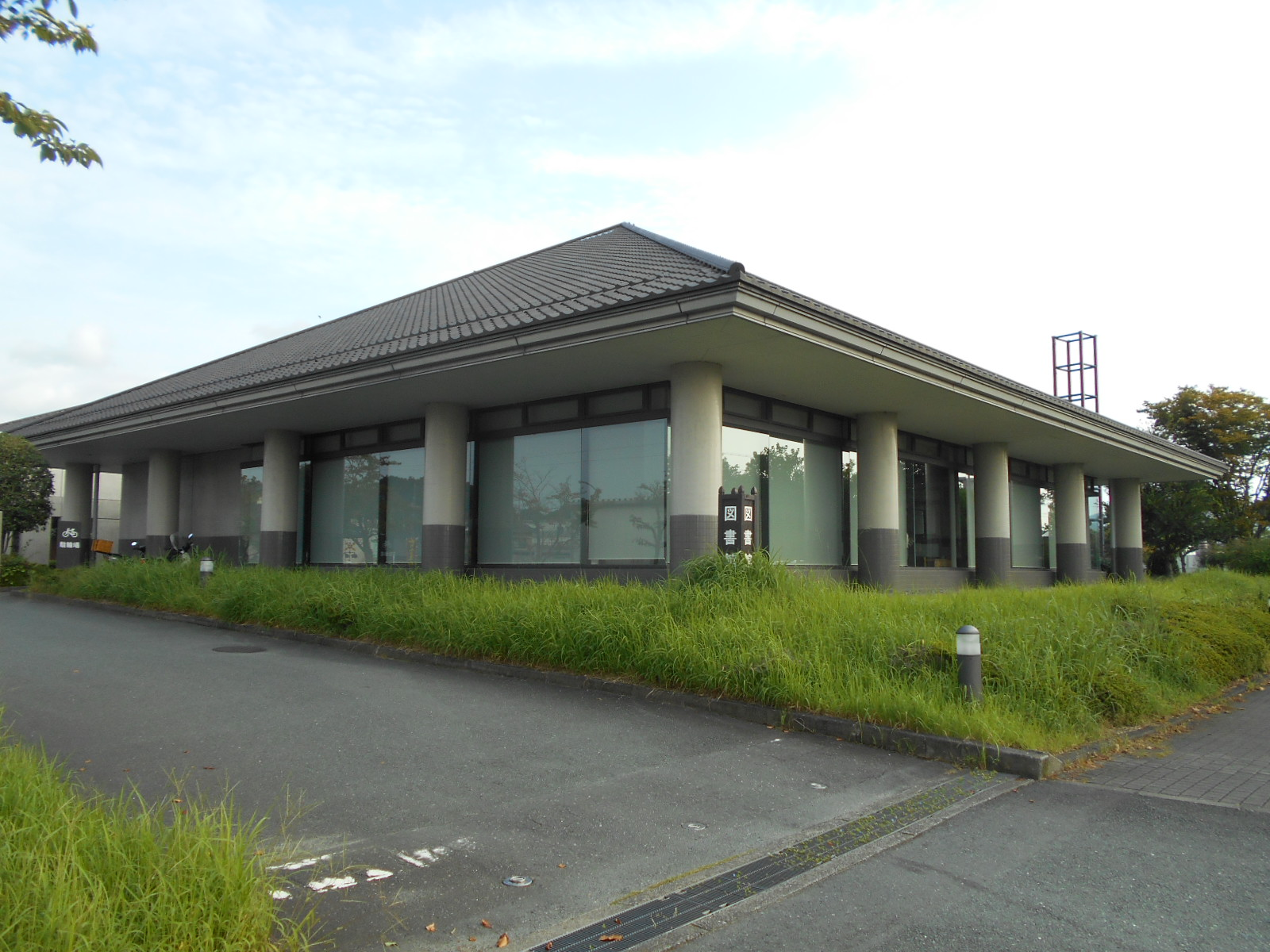
森町立図書館

### 施設

#### 警察
本部
- 静岡県警察 袋井警察署
  - 森分庁舎（周智郡森町森）

駐在所
- 天方警察官駐在所(周智郡森町大鳥居)
- 飯田警察官駐在所(周智郡森町飯田)
- 一宮警察官駐在所(周智郡森町一宮)
- 園田警察官駐在所(周智郡森町谷中)
- 三倉警察官駐在所(周智郡森町三倉)

#### 消防
本部
- 袋井市森町広域行政組合

消防署
- 袋井消防署森分署（周智郡森町森48番地の2）

#### 医療・福祉
主な病院
- 公立森町病院 - 最寄駅に森町病院前駅がある。

#### 郵便局
- 森町郵便局
- 森町飯田郵便局
- 一ノ宮郵便局
- 城下郵便局
- 天方郵便局
- 三倉郵便局
- 森町谷中簡易郵便局
- 森町亀久保簡易郵便局
- 三倉大河内簡易郵便局

#### 文化施設
交流施設
- 森町文化会館

図書館
- 森町立図書館

#### 運動施設
- 森町中央体育館

## 対外関係

### 姉妹都市・提携都市

#### 国内
姉妹都市
- 森町（北海道 渡島総合振興局 茅部郡）
こちらも北海道内の町で唯一「まち」と呼ぶ自治体である[1]。

その他
- 遠州の小京都「森町」として全国京都会議に加盟している。

## 経済

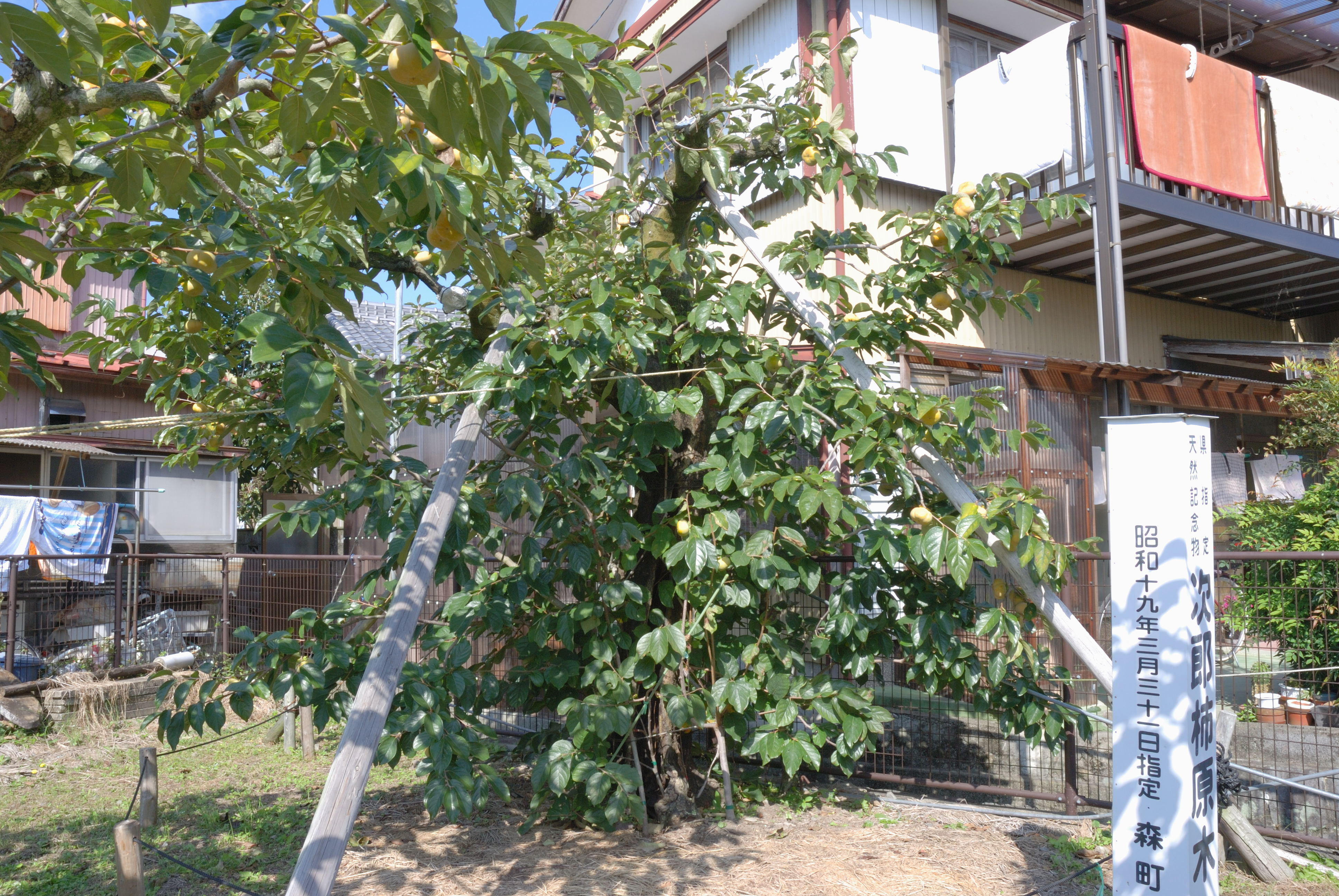
次郎柿の原木

基幹産業は農業。茶、椎茸、次郎柿（治郎柿）、レタス、トウモロコシ、米。

### 第一次産業

#### 農業
- 静岡茶
- 椎茸
- 次郎柿
- 玉蜀黍
- レタス
- 米

### 第二次産業

#### 工業
- 豊田合成森町工場
- ヤマハ発動機森町工場
- ヤマハモーターエレクトロニクス本社

### 第三次産業

#### 娯楽
かつて森町には2館の映画館があった。
- 明治座 - 劇場（明治時代～戦前）
- 森町劇場 - 映画館
- 森中央劇場 - 映画館

### 拠点を置く企業
- 秋葉バスサービス
- デイトナ

## 情報・生活

### マスメディア

#### 中継局
- 袋井テレビ中継局
- 森テレビ中継局

### ライフライン

#### 電力
- 中部電力パワーグリッド

#### ガス
- 本町に都市ガスは通じていないため、全ての世帯がプロパンガスを使用する。

#### 上下水道
- 静岡県企業局

#### 電信
- NTT西日本 - NTT西日本-東海
  - 市外局番は0538（磐田MA）が用いられる。

#### 処理施設
- 袋井市森町広域行政組合

## 教育

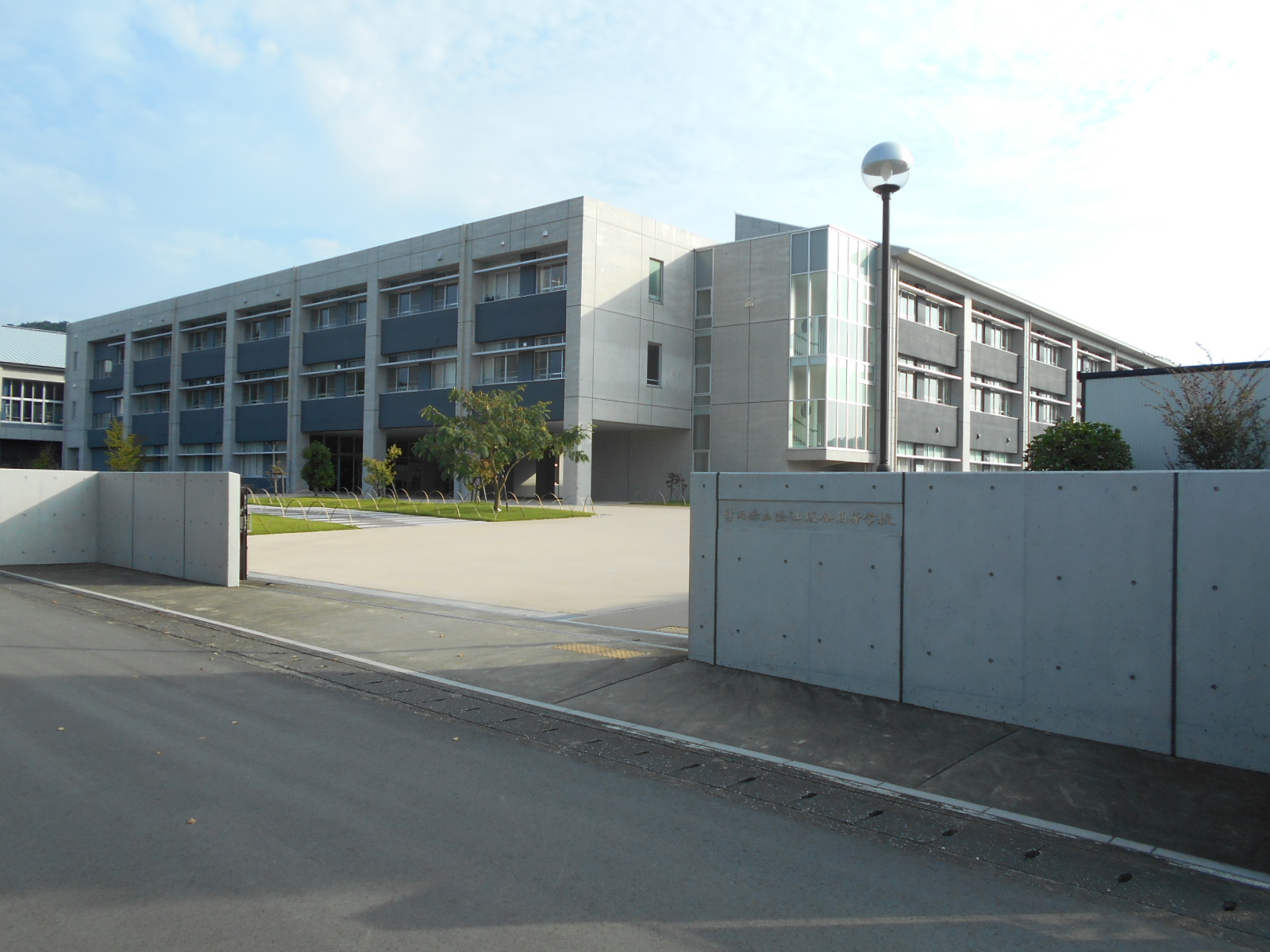
静岡県立遠江総合高等学校

### 高等学校
県立
- 静岡県立遠江総合高等学校 - 2009年（平成21年）に静岡県立周智高等学校と静岡県立森高等学校が統合されて開校。

### 中学校
町立
- 森町立森中学校
- 森町立旭が丘中学校

### 小学校
町立
- 森町立森小学校 - 2021年に三倉小学校と天方小学校を吸収合併して誕生。
- 森町立宮園小学校
- 森町立飯田小学校

## 交通
一般国道は通っていない。

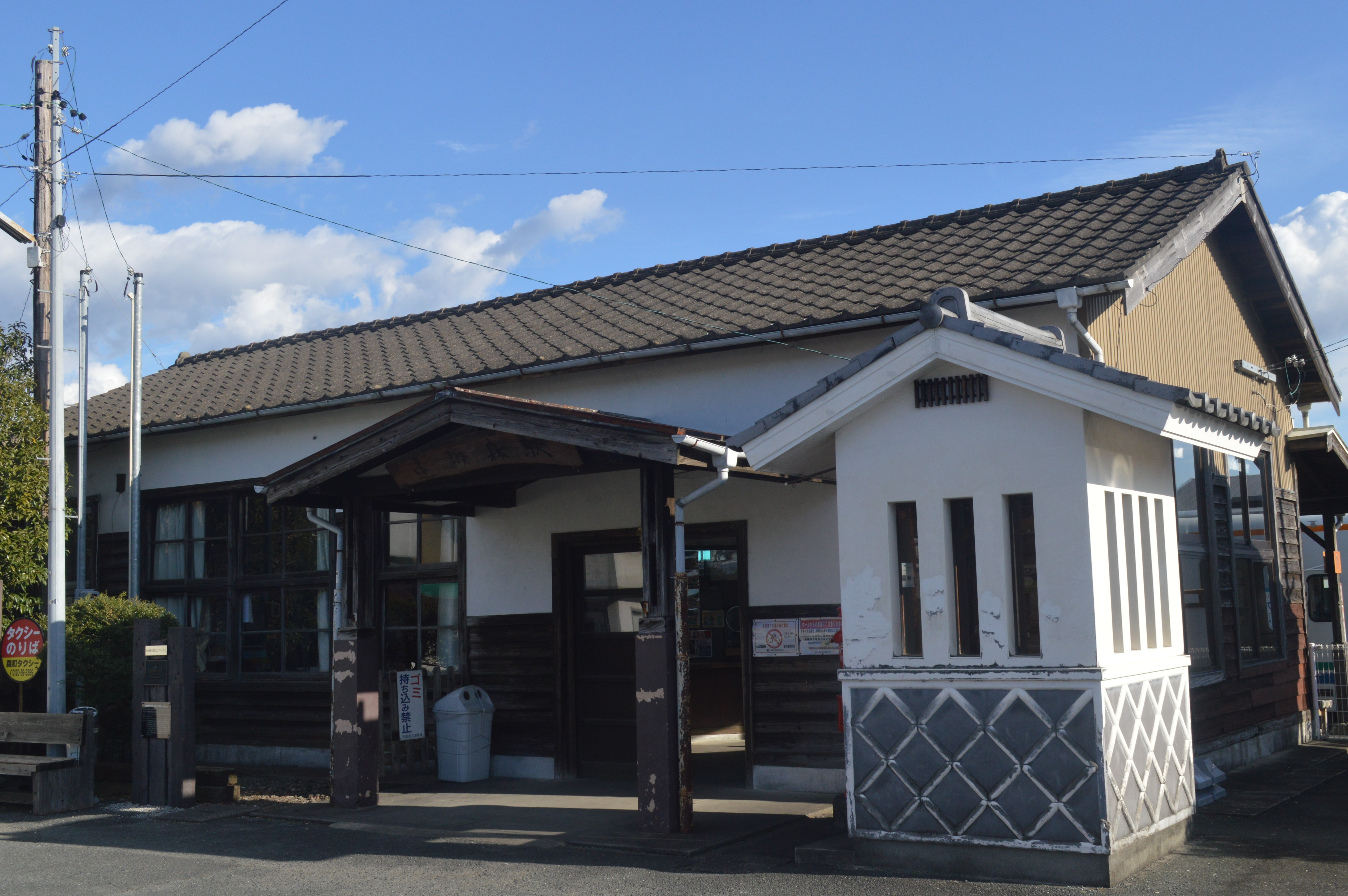
中心駅となる天竜浜名湖鉄道天竜浜名湖線遠州森駅

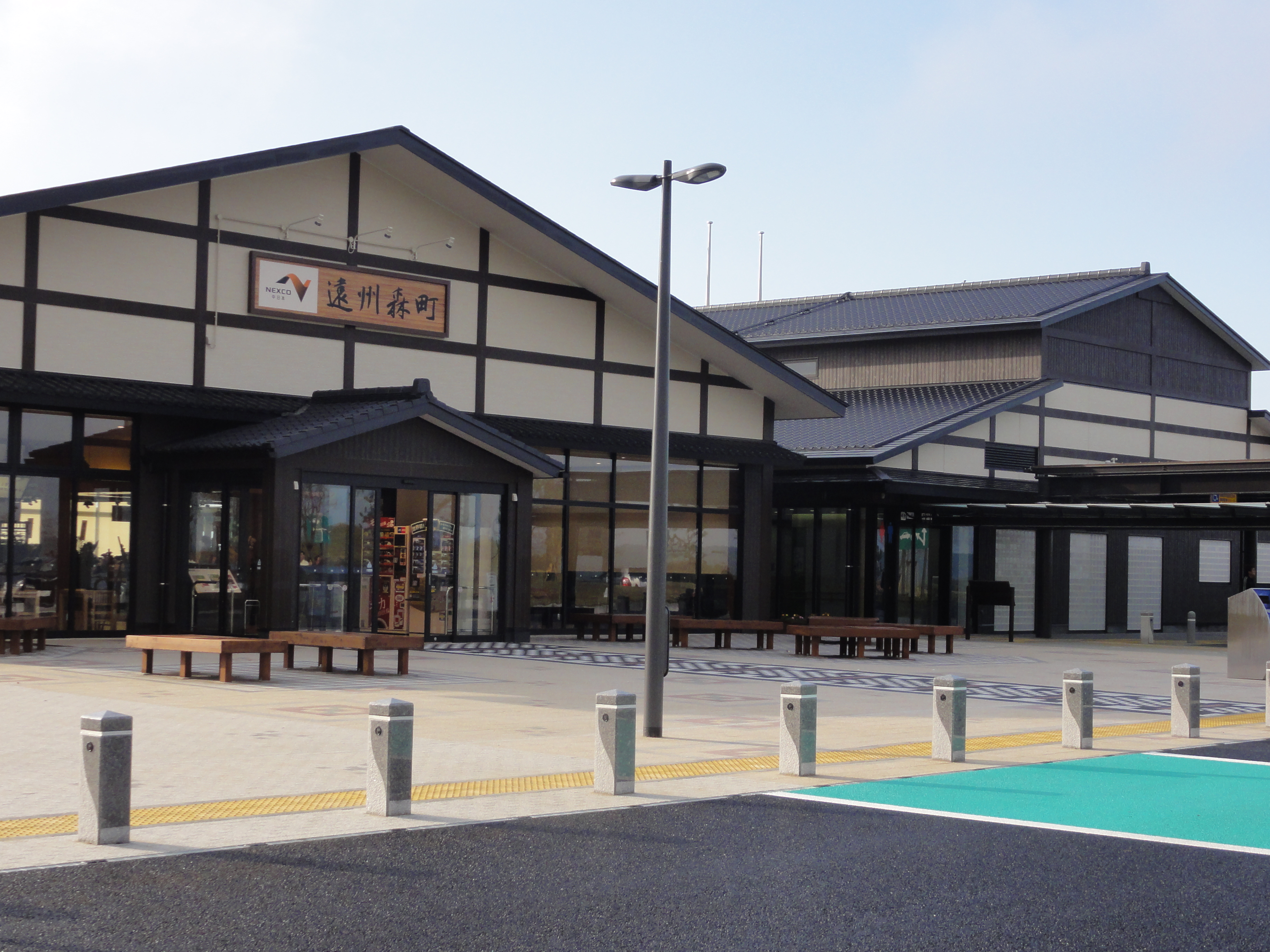
遠州森町PA

新東名高速道路の森掛川ICと遠州森町PAのスマートICが町内にある。
JR東海道本線掛川駅から天竜浜名湖鉄道天竜浜名湖線(天浜線)遠州森駅まで鉄道で約20分。東名高速道路袋井ICから森町中心部まで車で約20分。

### 鉄道
町の中心となる駅:遠州森駅

#### 鉄道路線
天竜浜名湖鉄道（THR）
- 天浜線：（掛川市）- 戸綿駅 - 遠州森駅 - 森町病院前駅 - 円田駅 - 遠江一宮駅 -（袋井市）

廃線
1962年（昭和37年）まで、静岡鉄道秋葉線が袋井市の袋井駅まで通っていた。

### バス

#### 路線バス
秋葉バスサービス
- 秋葉線（気多〜遠州森町〜山梨〜袋井駅）
- 秋葉中遠線（遠州森町〜山梨〜袋井市民病院〜袋井駅）
- 磐田市・袋井市・森町自主運行バス磐田線（遠州森町〜磐田駅）

森町営バス
- 大河内線 (森林組合前〜上野平〜中村〜下島)
- 吉川線 (森町病院〜元開橋〜アクティ森〜落合)

### 道路

#### 高速道路
中日本高速道路（NEXCO中日本）
- E1A新東名高速道路：（掛川市） - (13)森掛川IC - (PA/13-1)遠州森町PA/SIC - （磐田市）

#### 国道
- 一般国道は、町内を通っていない。

## 観光

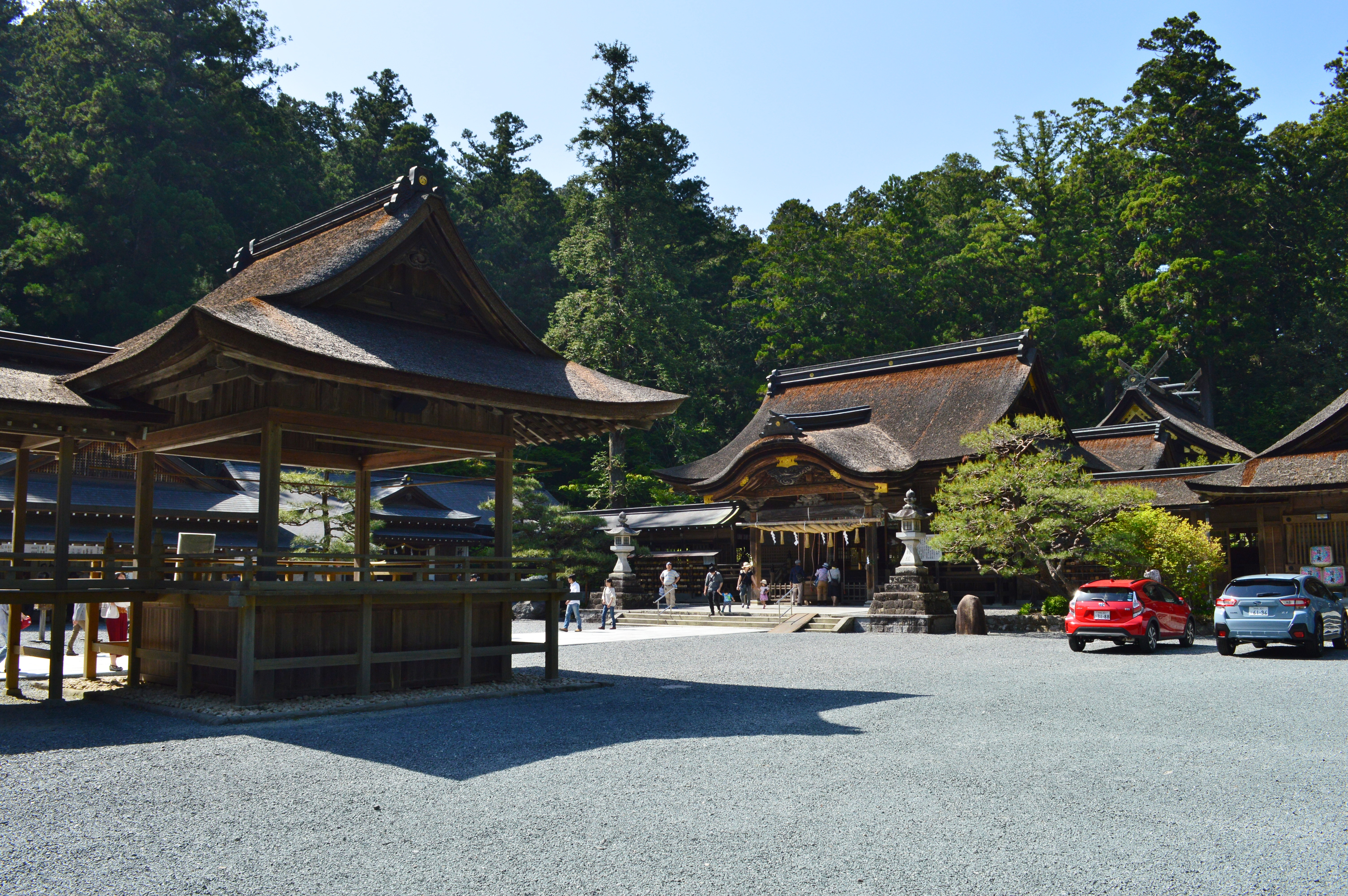
小国神社の舞楽に縁の深い小國神社

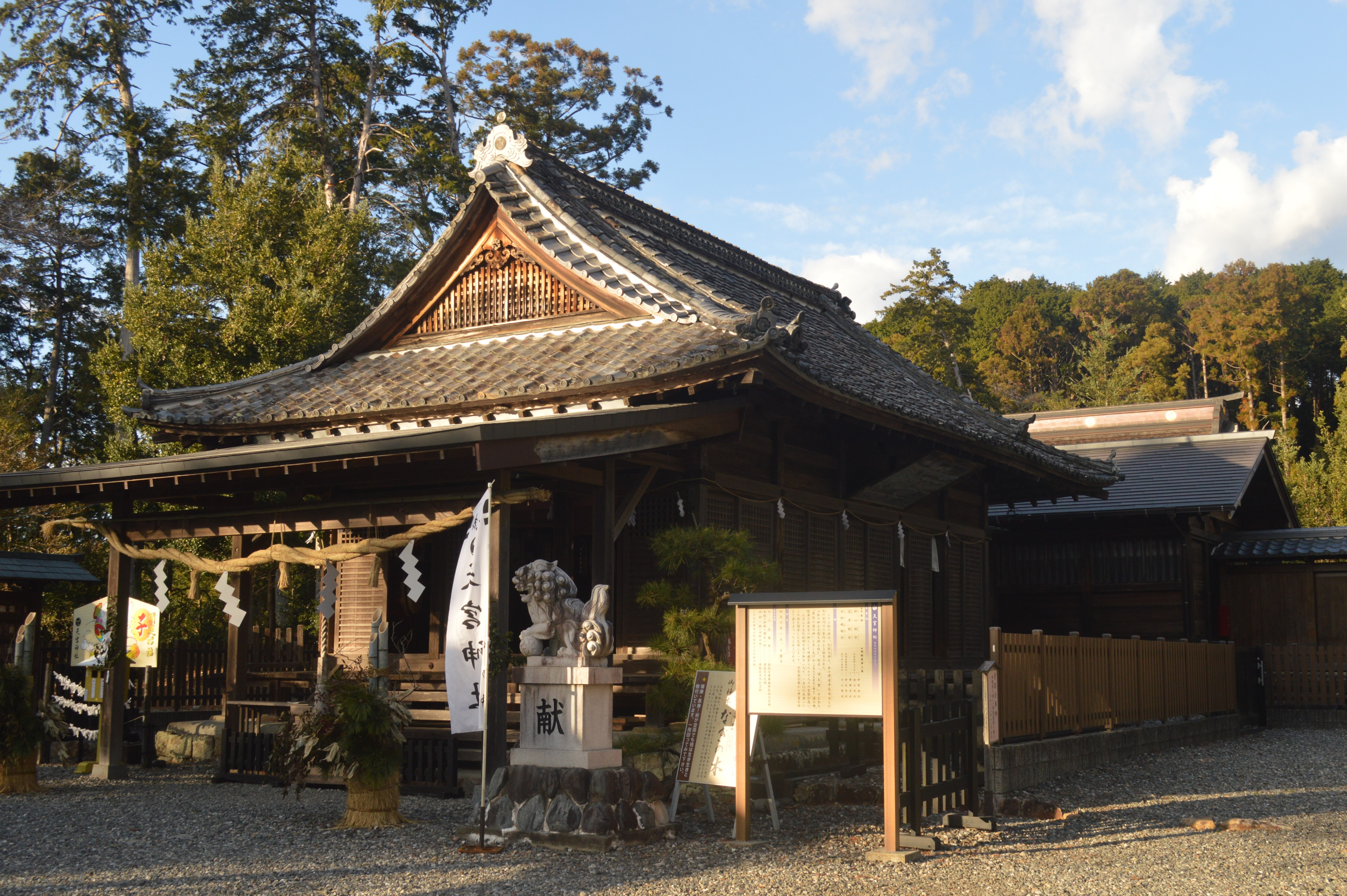
天宮神社

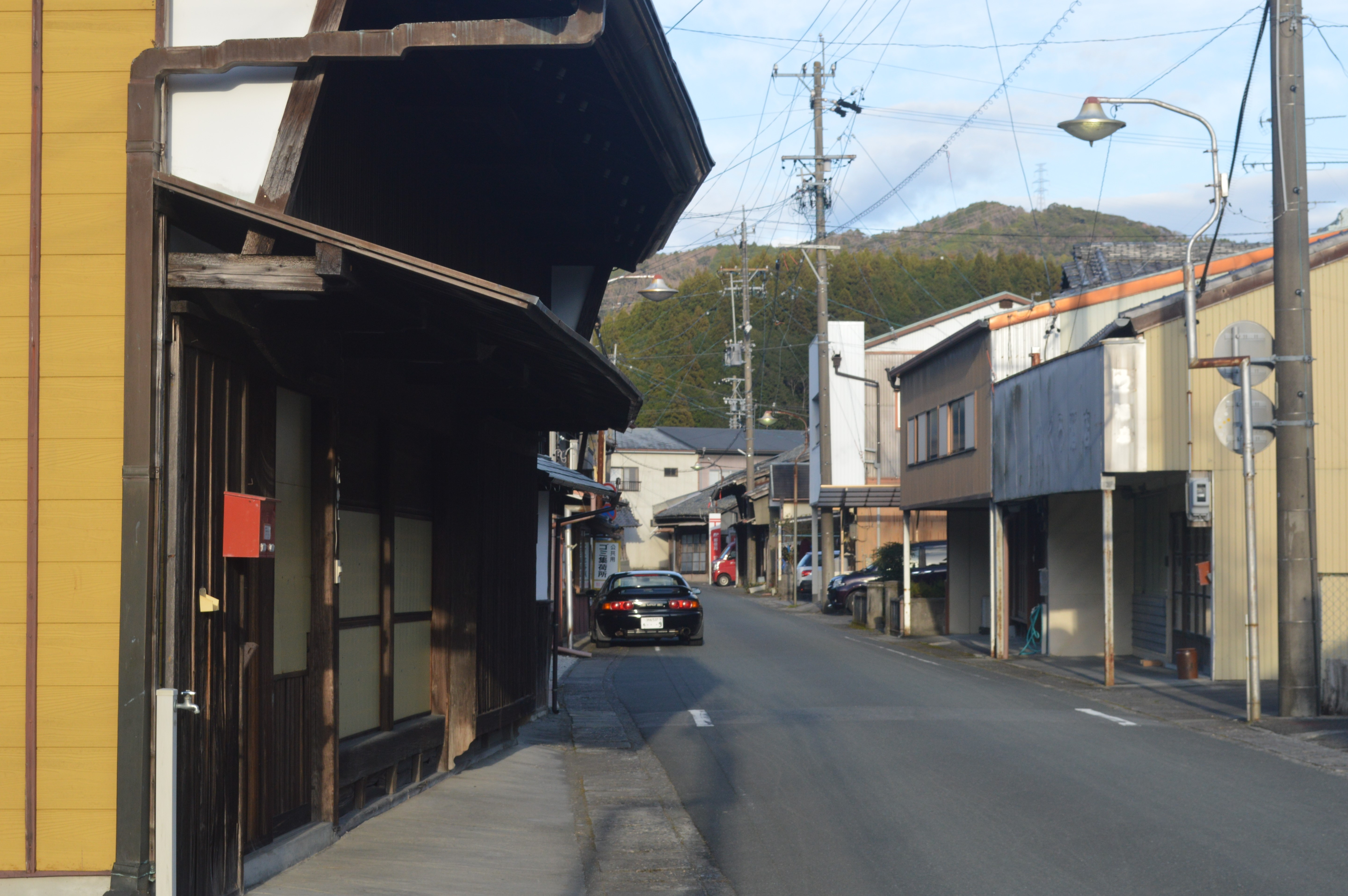
城下の町並み

### 名所・旧跡
城郭
- 天方城

主な神社
- 小国神社 - 遠江国一宮。式内社。国幣小社。
- 天宮神社 - 旧県社。境内にある「天宮神社のナギ」は静岡県指定天然記念物[3]。神社は1300年前に建てられた。
- 山名神社 - 706年（慶雲3年）創建と伝えられる。

主な寺院
- 大洞院 - 橘谷山大洞禅院。森の石松の墓がある寺院。曹洞宗。
- 蓮華寺 - 八形山。行基の開山と伝えられる。「絹本著色天台大師画像」は静岡県指定有形文化財。天台宗。[3]
- 崇信寺 - 飯田山崇信禅寺。曹洞宗。

### 観光スポット
宿場町
- 秋葉街道 森宿
  - 城下（しろした）の町並み
  - 秋葉山常夜灯
  - 料亭柏屋

娯楽
- ワンダーガーデン

## 文化・名物

### 祭事・催事
- 遠江森町の舞楽 - 以下の3件が1982年（昭和57年）1月14日に国の重要無形民俗文化財に指定されている[3][4]。
  - 小国神社の舞楽
  - 山名神社天王祭舞楽
  - 天宮神社の十二段舞楽 - 4月の第一週の土日。
- 山名神社祭典 - 天王祭、祇園祭、飯田の祭とも呼ばれる。飯田の二輪屋台が特色。毎年7月第2金土日か第3金土日。祭に奉納される重要無形民俗文化財「山名神社天王祭舞楽」は、1974年（昭和49年）12月4日に国の選択無形民俗文化財にも選択されている[5]。
- 森の祭り - 三島神社と金守神社の合同の祭り。二輪屋台が特色。毎年11月第1金土日。
- 森の石松まつり - 3年に1度開催される。森町の市街地から大洞院まで石松道中が練り歩く。

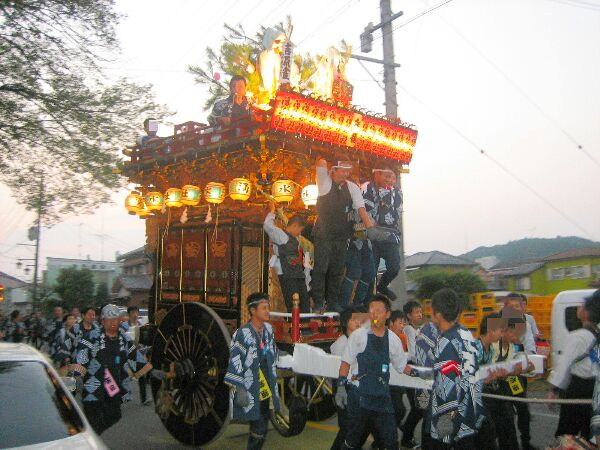
森の祭り
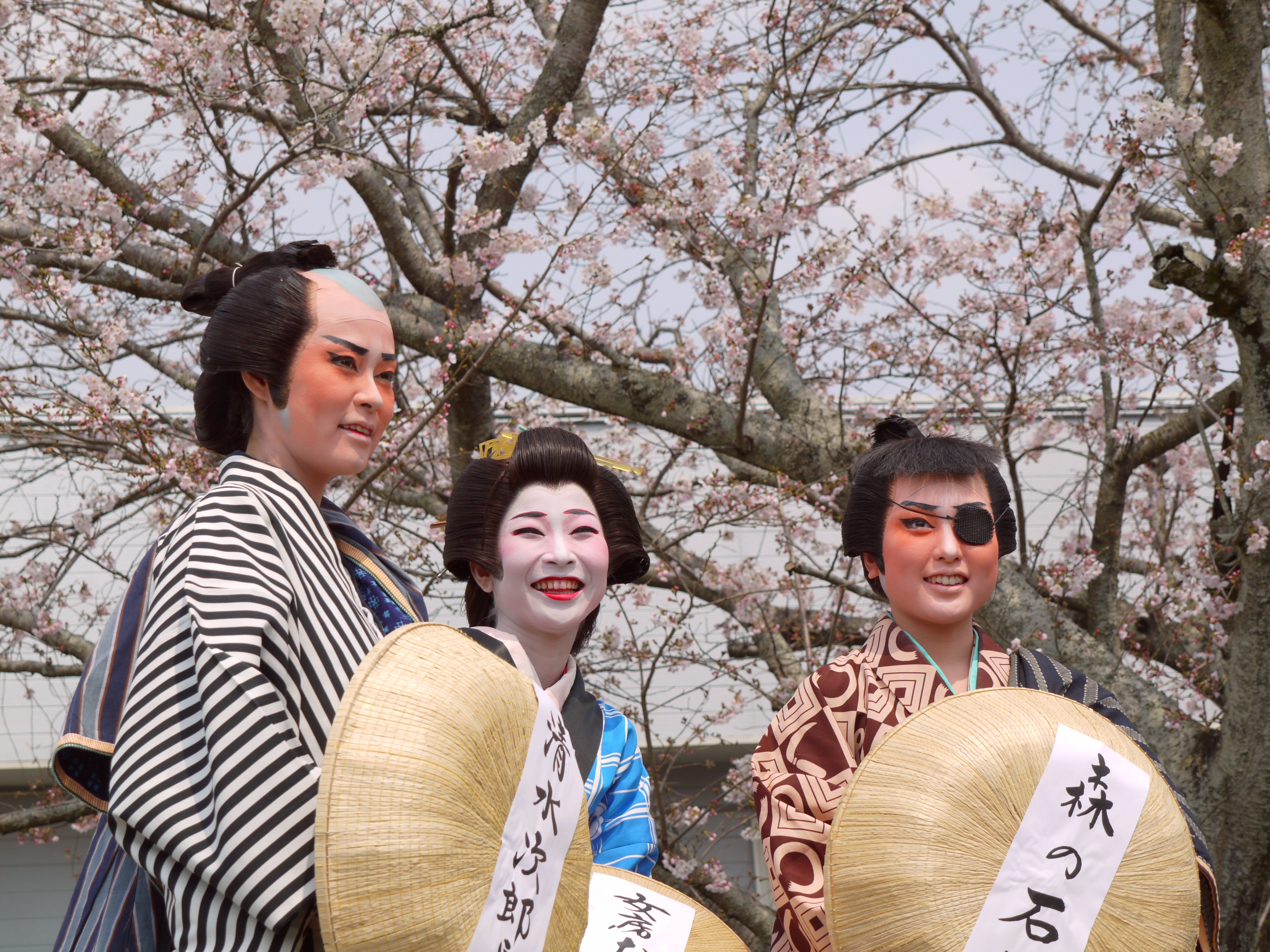
森の石松まつり

### 名産・特産
- 次郎柿（治郎柿）
- 森山焼（陶器）

#### 次郎柿発祥の地
江戸時代の弘化年代（1844年-1847年）、森町村五軒丁の百姓である松本治郎が太田川の河原で柿の幼木を見つけ、持ち帰って植えたのが治郎柿のルーツである。
登録の際の誤りから次郎柿という表記が一般的であるが、森町では松本治郎に由来する「治郎柿」と表記される。
1908年（明治41年）には森町の治郎柿が初めて明治天皇に献上され（宮内庁御用達）、現在でも毎年宮内庁に献上されている。
1944年（昭和19年）には「次郎柿原木」が静岡県指定天然記念物に指定された。

## 出身関連著名人

### 出身著名人
- 一木清直（陸軍軍人）
- 一木千洋（声優）
- 杭迫柏樹（書家）
- 鈴木藤三郎（発明家・実業家）
- 中村真一郎（小説家。評論家）
- 萩原洪拓（元プロサッカー選手）
- 松井冬子（日本画家）
- 松井孝典（理学博士）
- 村松梢風（作家）
- 森の石松（幕末の侠客。清水次郎長の子分）
- 渡辺大剛（冒険家・登山家）

## 作品
森町を舞台とした作品
- 「不連続線」 - 第２回鮎川哲也賞受賞作』石川真介
- 「遠州っ子」（1980年、ひくまの出版・刊）